# 佐藤真一
佐藤 真一（さとう しんいち、1965年8月7日 - ）は北海道札幌市南区出身の元プロ野球選手（外野手）。右投右打。
東海大学、たくぎんを経て27歳でプロ入りし、40歳まで現役選手としてプレーした。バルセロナオリンピック野球の銅メダリスト。現役引退後は東京ヤクルトスワローズ、オリックス・バファローズでコーチを務めた。
長男の佐藤竜彦はHonda硬式野球部に所属していた社会人野球選手。

## 来歴・人物

### アマチュア時代
小学2年の時に野球を始める。学生時代、勉学は常にトップクラスの成績だった。甲子園などの大舞台への出場はなかったが、野球部の中心選手として「文武両道」を地でいく活躍を見せ、東海大学付属第四高等学校時代には「松前賞」を受賞している。卒業後は東海大学へ進学。同期には荻原満がいる。2年の時に投手から外野手へ転向し、1988年には全日本メンバー入りする。首都大学リーグ通算28試合出場、104打数30安打、打率.288、15打点。卒業後は北海道拓殖銀行に入行。
1989年は都市対抗野球で大昭和製紙北海道の補強選手として出場して準優勝。同大会では三菱重工広島の補強選手として出場した佐々岡真司、新日本製鐵堺の野茂英雄の両者から本塁打も打っている。1990年8月、アトランタでのアマチュア野球ワールドオールスターゲームで東軍代表（アジア・欧州・オセアニア、名誉監督王貞治、監督山中正竹）として出場し、ハンク・アーロンが名誉監督の西軍代表（アフリカ・アメリカ）を破り初代最優秀選手となった。
1992年のバルセロナオリンピックでは、山中監督率いる日本代表チームに、プロ入り後にもチームメイトとなる小久保裕紀や伊藤智仁らと共に選ばれた。当時から強肩で知られており、一次リーグ5試合目のイタリア戦ではピッチャーとしてマウンドにも上がっている。打撃でも全日本の3番を打ち、銅メダル獲得に貢献した。
その年のプロ野球ドラフト会議で福岡ダイエーホークスから4位指名を受け、27歳にしてプロ入りを果たした。即戦力として期待され、背番号は「7」が与えられた。契約金1億円はドラフト1位以外の下位指名では史上初であった。

### ダイエー時代
1993年シーズンは、1年目から一軍で56試合に起用されている。4月17日の福岡ドーム初の公式戦、0-1で迎えた9回裏一死走者二塁の場面で代打で出場し、完封記録のかかる野茂英雄・光山英和のバッテリーの前にキャッチャーへのファウルフライに倒れた。またこの年福岡ドームで開催されたフレッシュオールスターにも出場している。
1994年は一軍での出場は24試合、1安打に留まった。当時の監督根本陸夫には4番を打っていた秋山幸二が負傷欠場した際、他の選手の打順を繰り上げずに佐藤を4番で起用するなど期待をかけられるも打撃で結果を出せずに徐々に出番が減っていった。
1995年には僅か7試合の出場に終わり、同年オフに田畑一也と共に、柳田聖人・河野亮との交換トレードでヤクルトスワローズへ移籍。背番号は「00」。

### ヤクルト時代
野村克也が監督在任中は守備固め中心の起用となった。1997年シーズンは、4月19日の対阪神タイガース戦（福岡ドーム）で4-4の同点の9回一死無走者の打席で葛西稔からサヨナラ本塁打を放った。西武ライオンズとの1997年の日本シリーズ第4戦では、8回裏一死三塁の場面で打席が回り、ブライアン・ギブンスからダメ押しとなる2点本塁打を放っている。
監督が同じ北海道出身の若松勉に代わった1999年シーズン、4月16日の対阪神タイガース戦で両者無得点のまま迎えた9回二死満塁の打席で藪恵壹からサヨナラ安打、5月19日の対読売ジャイアンツ戦で4-4の同点の延長13回二死二塁の打席で入来祐作からサヨナラ安打と、二度のサヨナラ打を放つなど、シーズン途中の6月からシュアな打撃で3番に定着した。最終的に113試合に出場し、規定打席未到達ながら打率.341、13本塁打、10盗塁と、34歳になるシーズンで才能を開花させた。8月6日の阪神タイガース戦（明治神宮野球場）で球団記録の25試合連続安打を達成する。この時の25試合連続安打は、2023年現在もヤクルトのチーム記録である。
2000年には東海大野球部の先輩・原辰徳の現役時代と同じ「8」が与えられたが、開幕から打率が低迷しレギュラーを失陥、2001年シーズンはチームが日本一に輝く中、プロ入り後初めて一軍出場無しに終わり、一時は戦力外が報じられるほどであったがチームに残留した。
2002年シーズンはキャンプ・オープン戦共に二軍で過ごしたが、前年3番をつとめた稲葉篤紀が安定感に乏しく、5月に一軍へ昇格すると、6月には一時的に3番としてスタメンに返り咲いた。際立った成績は残せなかったものの、飯田哲也の不調などでセンターが手薄だったことから、強肩を期待されてたびたび外野手として起用されている。
2003年シーズンもほぼ1年間を一軍でプレーし、8月16日の対中日ドラゴンズ戦では、9回表に抑えの大塚晶則から逆転となる二塁打を放つなど、代打の切り札的存在としてパワーある打撃を見せた。
2004年シーズンは打席数こそ減ったものの、先発出場も多く、一時4割を越える高打率を記録した。最終的にも.323の打率を記録している。
2005年シーズンを最後に現役を引退。プロ入りが28歳の年と高齢入団だったこともあり、40歳まで現役を続けることが目標であり、それを叶えた上での引退となった。また、生え抜きの選手以外では珍しく、引退セレモニーも行われた。現役最終打席は代打で出場し、横浜ベイスターズの那須野巧からあわや本塁打というライトフェンス直撃の二塁打を放った。

### 引退後
2005年シーズンオフに守備・走塁コーチに就任し、主に二軍を担当した。2009年シーズンからは一軍打撃コーチを、2011年シーズンからは一軍打撃コーチ兼作戦担当を、2014年シーズンからは一軍ヘッドコーチを務めた。
2014年10月8日に同年限りで退団することが発表された。10月16日にダイエー時代の同僚森脇浩司が監督を務めるオリックス・バファローズの一軍打撃コーチに就任したものの、開幕から低迷が続き、4月3日の時点でチーム打率がリーグワーストの.193まで沈むなど打撃不振の責任を取る形で4月19日の西武戦終了後、二軍打撃コーチに降格となった。シーズン終了後の10月15日に、フロント入りすることが発表された。2020年はスカウトを務めた。
2020年12月2日、2021年シーズンよりヤクルトに二軍外野守備走塁コーチとして復帰することが発表された。2022年からは一軍外野守備走塁コーチに配置転換された。2023年10月2日、契約満了に伴い退団することが発表された。
2024年3月1日付で地元・札幌大学硬式野球部の総合コーチに就任。同年秋の35季ぶりのリーグ優勝に貢献。2025年の春季リーグより、監督に就任。

## 詳細情報

### 年度別打撃成績
| 年 度      | 球 団      | 試 合 | 打 席 | 打 数 | 得 点 | 安 打 | 二 塁 打 | 三 塁 打 | 本 塁 打 | 塁 打 | 打 点 | 盗 塁 | 盗 塁 死 | 犠 打 | 犠 飛 | 四 球 | 敬 遠 | 死 球 | 三 振 | 併 殺 打 | 打 率 | 出 塁 率 | 長 打 率 | O P S |
| ---------- | ---------- | ----- | ----- | ----- | ----- | ----- | -------- | -------- | -------- | ----- | ----- | ----- | -------- | ----- | ----- | ----- | ----- | ----- | ----- | -------- | ----- | -------- | -------- | ----- |
| 1993       | ダイエー   | 56    | 107   | 100   | 11    | 18    | 6        | 0        | 0        | 24    | 6     | 1     | 2        | 0     | 0     | 6     | 0     | 1     | 19    | 0        | .180  | .234     | .240     | .474  |
| 1994       | ダイエー   | 24    | 14    | 14    | 2     | 1     | 0        | 0        | 0        | 1     | 0     | 0     | 0        | 0     | 0     | 0     | 0     | 0     | 3     | 0        | .071  | .071     | .071     | .143  |
| 1995       | ダイエー   | 7     | 4     | 4     | 1     | 1     | 0        | 0        | 0        | 1     | 0     | 1     | 0        | 0     | 0     | 0     | 0     | 0     | 2     | 0        | .250  | .250     | .250     | .500  |
| 1996       | ヤクルト   | 61    | 138   | 124   | 19    | 24    | 8        | 0        | 2        | 38    | 7     | 1     | 1        | 0     | 0     | 11    | 1     | 3     | 14    | 3        | .194  | .275     | .306     | .582  |
| 1997       | ヤクルト   | 61    | 45    | 40    | 8     | 9     | 1        | 0        | 2        | 16    | 7     | 3     | 0        | 1     | 1     | 3     | 0     | 0     | 9     | 1        | .225  | .273     | .400     | .673  |
| 1998       | ヤクルト   | 30    | 24    | 21    | 2     | 4     | 1        | 0        | 1        | 8     | 4     | 0     | 1        | 0     | 0     | 3     | 0     | 0     | 5     | 2        | .190  | .292     | .381     | .673  |
| 1999       | ヤクルト   | 113   | 366   | 337   | 57    | 115   | 25       | 1        | 13       | 181   | 48    | 10    | 4        | 3     | 2     | 19    | 0     | 4     | 44    | 6        | .341  | .381     | .537     | .918  |
| 2000       | ヤクルト   | 70    | 253   | 230   | 30    | 52    | 11       | 0        | 8        | 87    | 19    | 4     | 0        | 1     | 2     | 18    | 1     | 2     | 33    | 8        | .226  | .286     | .378     | .664  |
| 2002       | ヤクルト   | 84    | 237   | 220   | 20    | 50    | 7        | 1        | 4        | 71    | 20    | 1     | 2        | 4     | 0     | 13    | 0     | 0     | 43    | 8        | .227  | .270     | .323     | .593  |
| 2003       | ヤクルト   | 76    | 221   | 206   | 16    | 57    | 7        | 2        | 4        | 80    | 31    | 4     | 1        | 1     | 3     | 6     | 0     | 5     | 33    | 1        | .277  | .309     | .388     | .697  |
| 2004       | ヤクルト   | 40    | 134   | 130   | 9     | 42    | 3        | 0        | 2        | 51    | 13    | 0     | 0        | 0     | 0     | 4     | 0     | 0     | 13    | 6        | .323  | .343     | .392     | .736  |
| 2005       | ヤクルト   | 7     | 15    | 14    | 0     | 3     | 1        | 0        | 0        | 4     | 0     | 0     | 1        | 0     | 0     | 1     | 0     | 0     | 2     | 2        | .214  | .267     | .286     | .552  |
| 通算：12年 | 通算：12年 | 629   | 1558  | 1440  | 175   | 376   | 70       | 4        | 36       | 562   | 155   | 25    | 12       | 10    | 8     | 84    | 2     | 15    | 220   | 37       | .261  | .307     | .390     | .697  |

### 記録
初記録
- 初出場：1993年4月11日、対西武ライオンズ2回戦（西武ライオンズ球場）、9回表に山口裕二の代打として出場
- 初先発出場：1993年5月9日、対千葉ロッテマリーンズ6回戦（千葉マリンスタジアム）、2番・中堅手として先発出場
- 初安打：同上、6回表に前田幸長から
- 初打点：同上、6回表に遠山昭治から
- 初盗塁：1993年7月11日、対オリックス・ブルーウェーブ16回戦（グリーンスタジアム神戸）、9回表に二盗（投手：伊藤隆偉、捕手：高田誠）
- 初本塁打：1996年4月10日、対読売ジャイアンツ2回戦（明治神宮野球場）、5回裏にバルビーノ・ガルベスから

### 背番号
- 7（1993年 - 1995年）
- 00（1996年 - 1999年）
- 8（2000年 - 2005年）
- 82（2006年 - 2014年）
- 89（2015年）
- 81（2021年 - 2023年）